# Peder Schall
Peder Schall (1762 – 2. februar 1820) var en yngre broder til Claus Schall. Han var cellist i Det Kgl. Kapel og virtuos på guitar, et af tidens modeinstrumenter. Han har bl.a. komponeret nogle humoresker for guitar, nogle firstemmige sange, en adagio for 4 basuner og begravelsessalmer over Johannes Wiedewelt og andre. Kun forholdsvis få af hans kompositioner er bevarede.